# نعم (يونكس)
نعم أو yes هو أمر يونكس، ينتج عنه استجابة إيجابية، أو سلسلة نصية معرفة من قبل المستخدم بشكل مستمر حتى يتم قتلها.

## الوصف
في حد ذاته، يخرج الأمر yes 'y' أو أي شيء محدد كوسيطة، يتبعه سطر جديد بشكل متكرر حتى يتم إيقافه بواسطة المستخدم أو القتل بطريقة أخرى؛ عندما يتم توجيه الإخراج إلى أمر، سيستمر الأمر حتى يكسر التوجيه (أي، يكمل البرنامج تنفيذه). ومع ذلك، إذا قام المستخدم بإدخال سلسلة بعد «نعم»، فإن «نعم» سينتج السلسلة كما هي «ص»، مشابهة للصدى.

## الاستخدامات
يمكن استخدام نعم لإرسال رد إيجابي (أو سلبي؛ على سبيل المثال نعم n) على أي أمر قد يطلب ذلك، مما يؤدي إلى تشغيل الأمر بشكل غير تفاعلي.
Pipeline (يونكس) ونعم للأمر مع العديد من المطالبات المستخدم التشكل تلقائيا الإجابة على كل تلك المطالبات ب «نعم» (كتابة 'ذ' والضغط العودة).
sudo yes | apt install foobar
سوف يجيب على المطالبات للتأكيد مع y ، مع تثبيت foobar بشكل فعال دون أي مطالبات
قد يكون هذا الاستخدام قديمًا، حيث إن معظم الأوامر التي تتطلب استجابة من المستخدم لها إما خيار «فرض» (على سبيل المثال، rm -f) أو خيار «تفترض نعم» (على سبيل المثال، apt -y).
كمثال، ما يلي:
```
rm -f *.txt
```

ما يعادل وظيفيا ل
```
yes | rm *.txt
```

يمكن استخدام الأمر yes بالاقتران مع الأمر head (يونكس) لإنشاء ملفات كبيرة الحجم لأغراض الاختبار. على سبيل المثال، تنفيذ
```
yes 1234567 | head -1000 > file
```

نتيجة الملف تصبح من 1000 سطر يتكون كل منها من ثمانية أحرف (1، 2، 3، 4، 5، 6، 7 والسطر الجديد).

## روابط خارجية
- Manpage ل نعم  (نسخة جنو)
- غنو الأساسية نعم تطبيق ج
- فري نعم تنفيذ ج
- تطبيق NetBSD yes.c
- تطبيق OpenBSD yes.c